# Alosa oriental
L'alosa oriental (Alauda gulgula) és una espècie d'ocell de la família dels alàudids (Alaudidae) que habita praderies, deserts, aiguamolls i dunes d'Àsia meridional i Central, des de la zona del Mar d'Aral i l'Iran cap a l'est, a través de l'Índia, Sri Lanka, Tibet i Xina, fins a Indoxina i Filipines.